# Телевизијски канал
Телевизијски канал  (скраћено: ТВ канал) је земаљска фреквенција или виртуални број преко којег се дистрибуира телевизијска станица или телевизијска мрежа. На пример, у Северној Америци, „канал 2” се односи на земаљски или кабловски опсег од 54 до 60 мегахерца, са носивим фреквенцијама од 55,25 мегахерца за NTSC аналогни видео (VSB) и 59,75 мегахерца за аналогни аудио (ФМ), или 55,31 мегахерца  за дигитални ATSC (8VSB). Канале може да дели више различитих телевизијских станица или канали који се дистрибуирају путем кабла, у зависности од локације и провајдера сервиса.